# 光影魔术手
光影魔术手（nEO iMAGING），是一款对画质进行改善及效果处理的软件，2004年首次推出。2008年被迅雷公司收購。
主要功能包括：反转片效果、自动曝光、自动白平衡、色調調整、人像美容、CCD死点修补、圖片剪裁、批量自动处理等。

## 奖项
- 2007年荣获第二届中国共享软件英雄榜“最佳图像辅助软件”。
- 《电脑报》评选的2007年度优秀共享软件奖“最佳图形图像软件”。